# Udvarácz Milán
Udvarácz Milán (Pécs, 1967. december 9. –) magyar labdarúgó.

## Sikerei, díjai
- Ferencvárosi TC:
  - Magyar labdarúgó-bajnokság ezüstérmes: 1997–98, 1998–99, 2002–03
  - Magyar labdarúgó-bajnokság bronzérmes: 1996–97
  - Magyar kupa döntős: 2004-05